# Gherla
Gherla (en arménien : Հայաքաղաք - Hayakaghak ; en latin : Armenopolis ; en hongrois : Szamosújvár ; en allemand : Neuschloss) est une ville du județ de Cluj, dans la région historique de Transylvanie, en Roumanie. 

## Géographie
La municipalité de Transylvanie se situe dans le Nord-Ouest du pays, sur la rivière Someșul Mic, à 45 km de Cluj-Napoca. Elle est à l'origine une ville à population arménienne. Gherla compte aujourd'hui 20 000 habitants.

## Histoire
Le lieu de Gerlahida fut mentionné pour la première fois en 1291, lorsque la principauté de Transylvanie faisait partie du royaume de Hongrie. À partir de 1467, il appartenait au diocèse d'Oradea Mare.

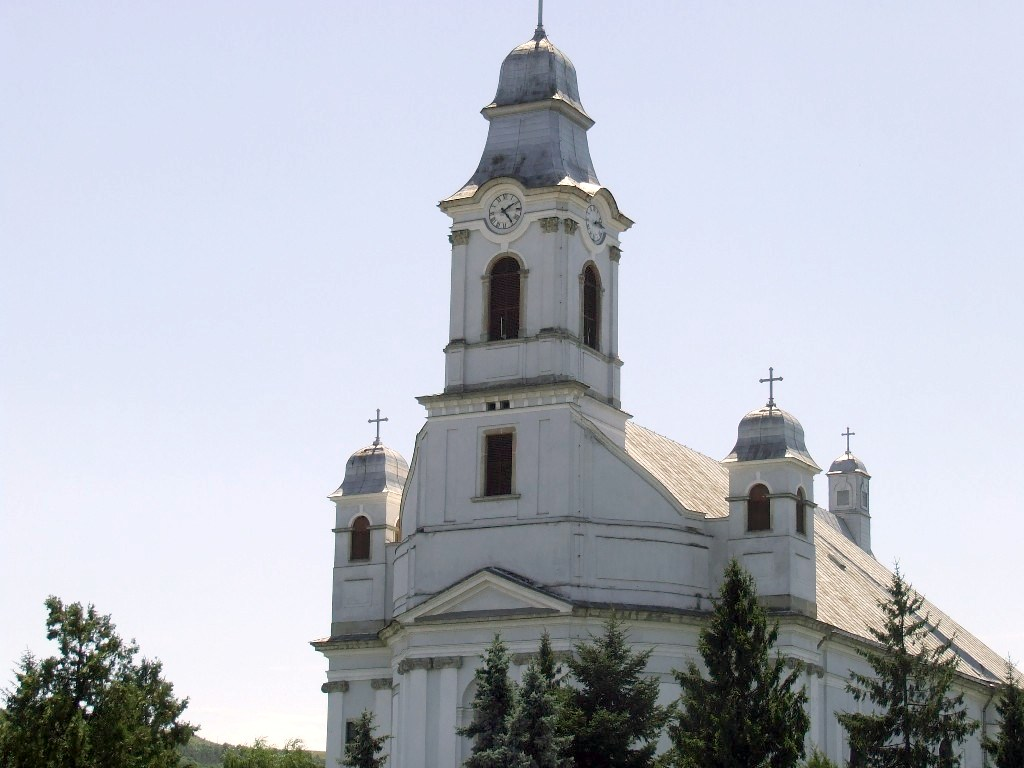
Cathédrale catholique arménienne.

Fondée au début du XVIIIe siècle, la ville baroque d'Armenopolis était jusqu'au XIXe siècle majoritairement peuplée d'Arméniens venant de la Moldavie, d'où son nom. L'implantation a été soutenue par les monarques autrichiens (notamment l'impériatrice Marie-Thérèse et l'empereur François Ier avec deux visites sur place) à la suite du rattachement de la Transylvanie à la monarchie de Habsbourg.
De nombreux bâtiments arméniens, civils ou religieux, sont construits lors de l'époque moderne et subsistent de nos jours, notamment les nombreuses églises comme la cathédrale de la Sainte-Trinité de Gherla construite de 1748 à 1798.
La communauté moins nombreuse qu'aux siècles précédents, est, toutefois, encore bien présente de nos jours.

## Personnalités liées à la commune
- Cyrill Demian (1772–1847), inventeur et compositeur arménien ;
- Sándor Rózsa (1813–1878), célèbre hors-la-loi et bandit de grand chemin (betyár), mort dans la prison de la ville ;
- Gergely Pongrátz (1932–2005), combattant de la révolution hongroise de 1956, figure du parti irrédentiste Jobbik.

## Galerie

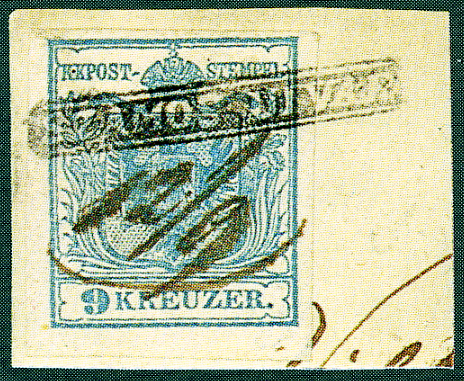
SZAMOS UIVAR en Transylvanie vers 1850 (empire d'Autriche).
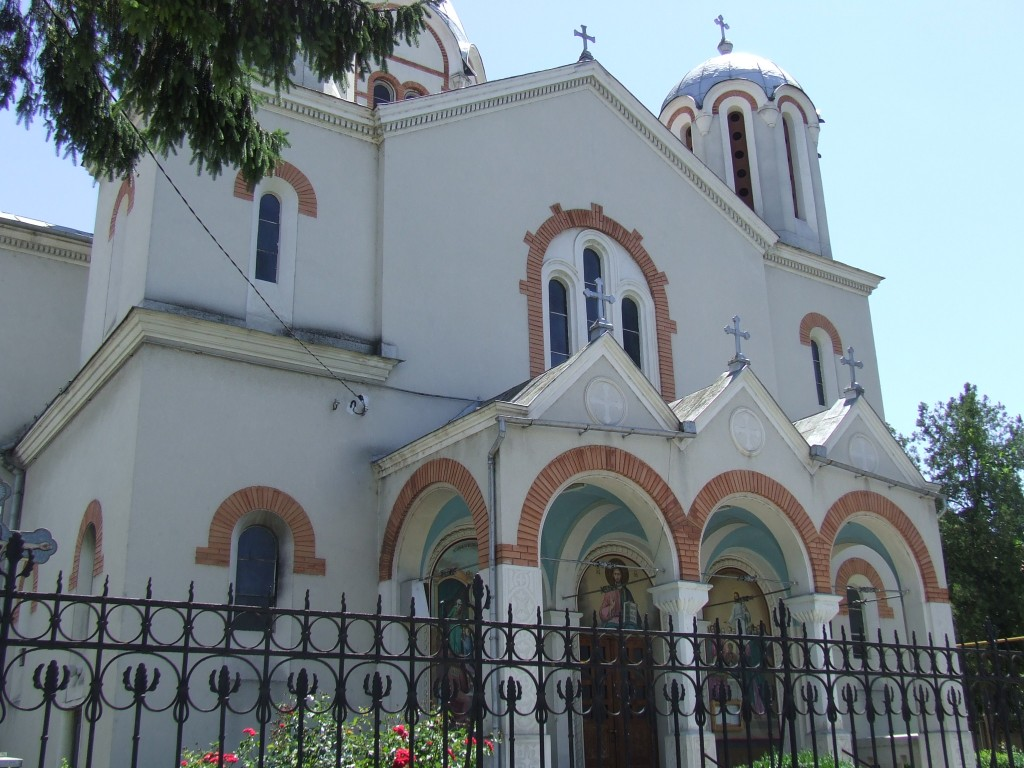
Ancienne cathédrale grecque-catholique.
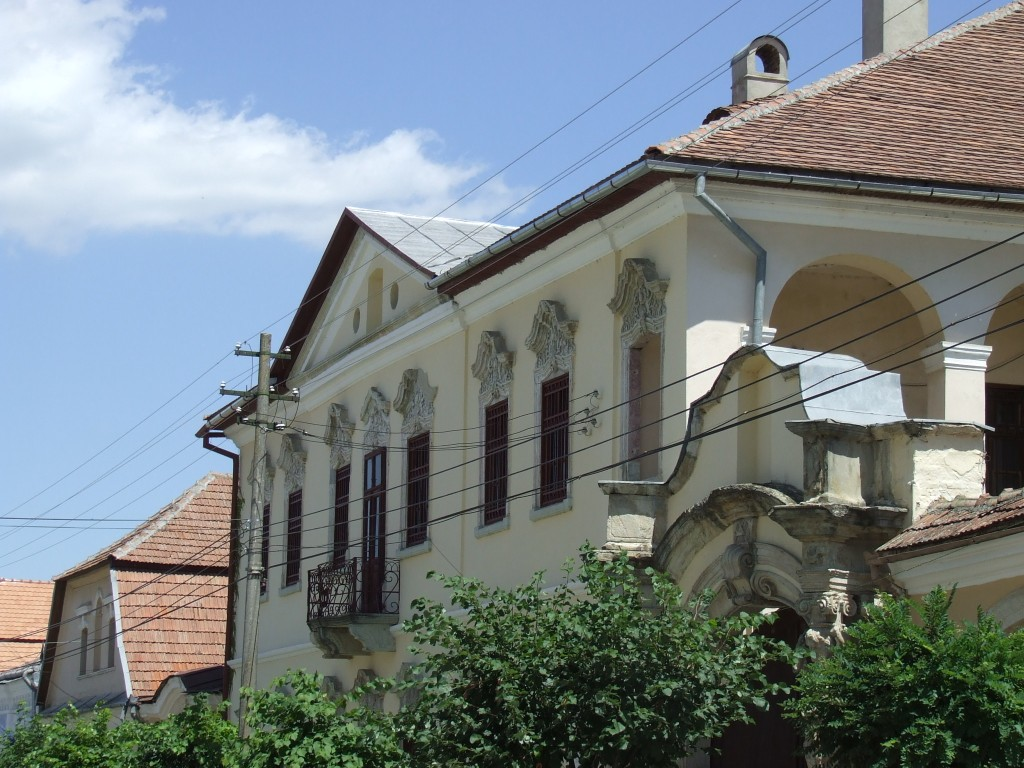
Musée d'histoire.
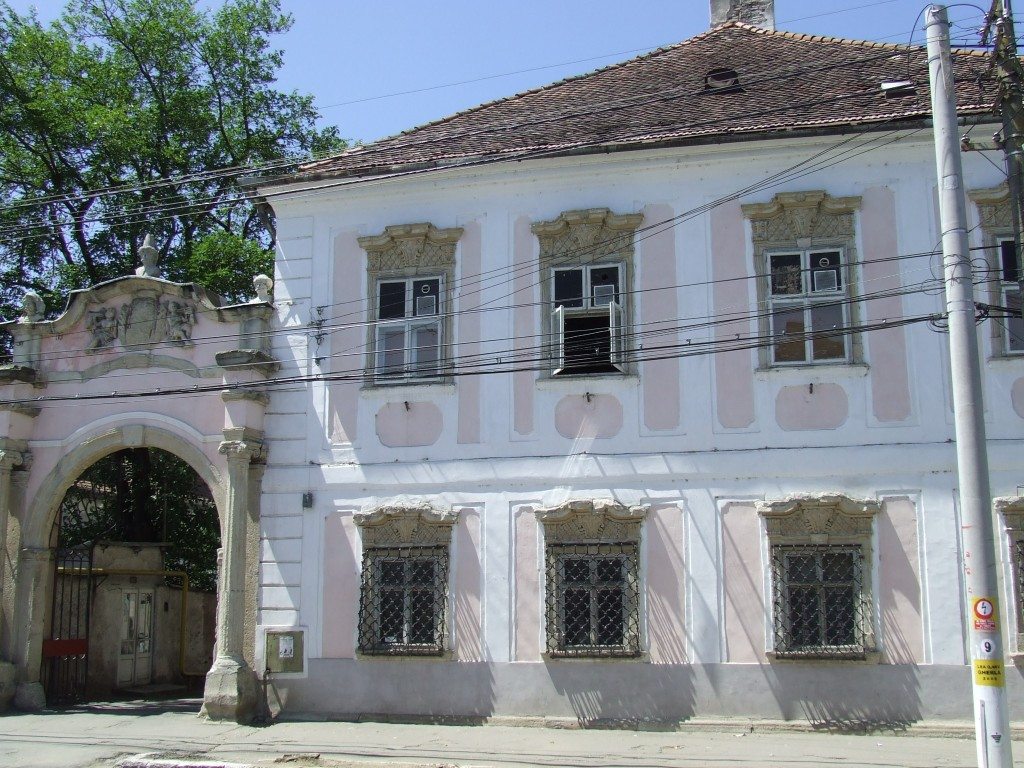
Édifice arménien.
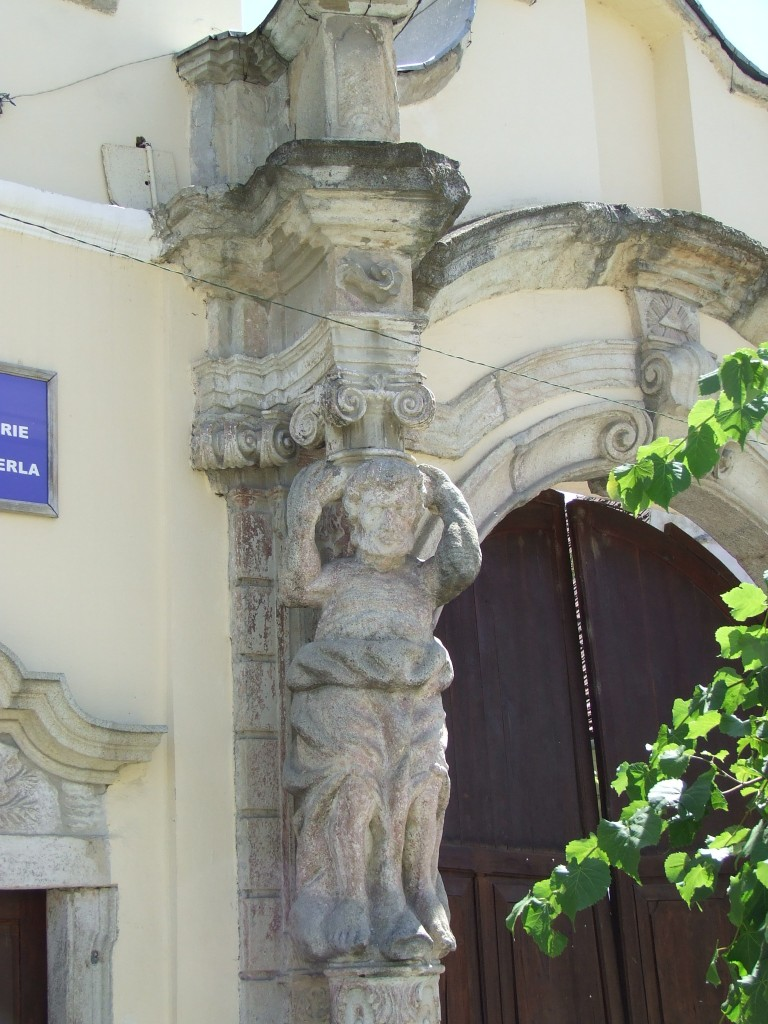
Détail architectural.
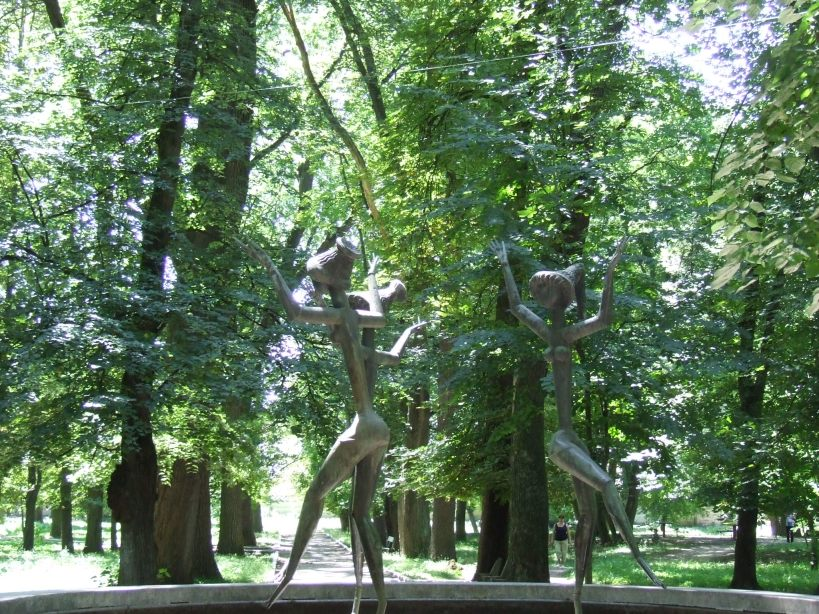
Parc central.